# Gnathocera usafuana
Gnathocera usafuana är en skalbaggsart som beskrevs av Hermann Julius Kolbe 1901. Gnathocera usafuana ingår i släktet Gnathocera och familjen Cetoniidae. Inga underarter finns listade i Catalogue of Life.